# 安徽艺术学院
安徽艺术学院是中华人民共和国的一所全日制本科公办省属普通高等学校，位于安徽省合肥市。

## 历史
2013年12月，安徽大学艺术与传媒学院作为安徽大学的二级学院成立；2019年，脱离安徽大学，独立设置为安徽艺术学院。

## 院系设置
- 音乐学院
- 舞蹈学院
- 戏剧学院
- 传媒学院
- 美术学院
- 设计学院
- 公共教学部
- 马克思主义学院
- 继续教育学院（国际教育学院）[3]

## 师生概况
学校现有专任教师146名，其中副高以上职称人员54名。有全国优秀教师1人，享受国务院特殊津贴专家1人，安徽省学术和技术带头人1人、后备人选2人，安徽省教学名师7人，安徽省专业带头人3人，安徽省教坛新秀7人。现有在校生2002名，其中本科生1969名。